# L'eminenza grigia (Gérôme)
L'eminenza grigia (L'Éminence grise), anche noto come L'eminenza bigia, è un dipinto storico realizzato da Jean-Léon Gérôme nel 1873. Questo dipinto a olio su tela ritrae François Leclerc du Tremblay, più noto con il nome di "padre Giuseppe", che scende lo scalone d'onore del palazzo del Cardinale mentre una dozzina di cortigiani che salgono i gradini si inchinano verso la sua direzione. L'opera venne esposta al Salone del 1874 ed è conservata al museo di belle arti di Boston. Misura 68,6 × 101 cm.

## Descrizione

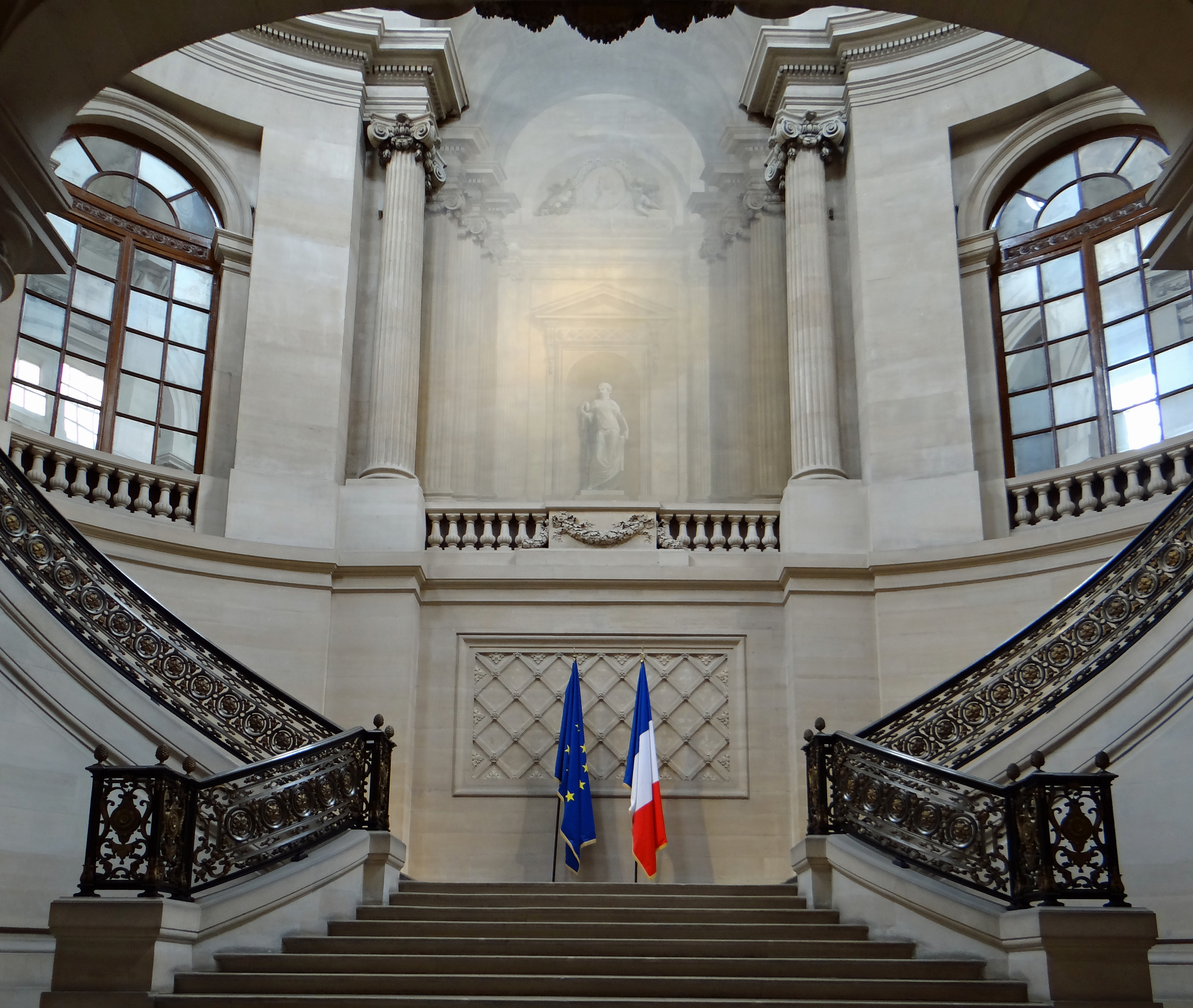
Lo scalone d'onore del Palais-Royal di Parigi

Il pittore sottolinea l'influenza politica di padre Giuseppe accentuando il contrasto tra il cappuccino che indossa il suo abito francescano a destra e la magnificenza degli ecclesiastici e dei nobili che si inchinano rispettosamente dinnanzi a lui, raggruppati a sinistra. Lo stemma del cardinale di Richelieu spicca sullo sfondo (D'argento con tre galloni rossi).
La scena è un po' anacronistica, dato che Tremblay morì nel 1638 e lo scalone del Palais-Royal qui rappresentato (anche se un po' modificato) non venne costruito prima del 1765 circa, su progetto di Pierre Contant d'Ivry.
Padre Giuseppe viene raffigurato magro, dritto, impassibile nel suo abito scuro da cappuccino, con la vita cinta da una corda con un rosario, mentre scende lentamente i gradini. Gli occhi e la mente sono concentrati nella lettura del libro che tiene tra le sue mani, senza che sembrino badare agli inchini che gli vengono rivolti al suo passaggio. La firma dell'artista è in basso a destra, su un gradino: J L GEROME.

## Spiegazione
L’opera potrebbe essere una critica ironica dell'influenza della Chiesa sulla vita politica. Gérôme mostra la doppiezza del padre Giuseppe. Inoltre, questo quadro venne dipinto durante il periodo dell'Ordine morale.
Il testo del catalogo del Salone recita "e quando i cortigiani lo salutavano, faceva finta di leggere il suo breviario e di non accorgersi di loro".
Da un lato, il pittore si ispirò per il quadro al dramma di Edward Bulwer-Lytton Richelieu, o della cospirazione, realizzato a Londra nel 1838 ma messo in scena in Francia alla fine degli anni 1860. Dall'altro lato, nel 1865 il dizionario Larousse diceva di Tremblay il seguente: "Intelligenza vasta e riflessiva [...] poco scrupoloso [...] sa unire le astuzie della politica alle forme dell'austerità religiosa, questo monaco statista, questa eminenza grigia, come lo chiamavano, era un vero ministro senza un titolo ufficiale, bensì un'autorità davanti alla quale si inclinavano il segretario di stato, gli ambasciatori e i generali". Infine, c'è anche un passaggio dumasiano ne I tre moschettieri: "ma il suo, di nome, era pronunciato sempre e solo a bassa voce, tanto era grande il terrore che ispirava l'Eminenza grigia, come veniva chiamato quell'intimo consigliere del cardinale".